# وينفيلد سكوت هاموند
وينفيلد سكوت هاموند هو محامي وسياسي أمريكي، ولد في 17 نوفمبر 1863 في Southborough, Massachusetts ‏ في الولايات المتحدة، وتوفي في 30 ديسمبر 1915 في كلينتون في الولايات المتحدة بسبب سكتة دماغية. نشط حزبياً في الحزب الديمقراطي. وقد انتخب حاكم مينيسوتا ‏ (5 يناير 1915 – 30 ديسمبر 1915) وانتخب عضو مجلس النواب الأمريكي ‏ عن دائرة Minnesota's 2nd congressional district ‏ (4 مارس 1907 – 6 يناير 1915).